# John Wishart

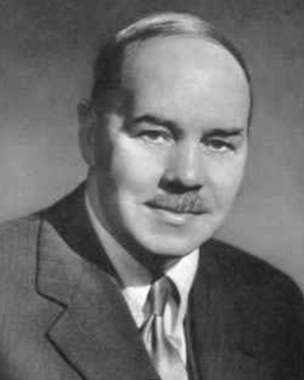
John Wishhart

John Wishart (Montrose (Schotland), 28 november 1898 - Acapulco (Mexico), 14 juli 1956) was een Schotse wiskundige en statisticus op het gebied van de landbouw. Hij formuleerde als eerste in 1928 een genormaliseerde product-momentverdeling, te zijner ere de wishartverdeling genoemd.

## Levensloop
Wishart werkte achtereenvolgens aan het University College London bij Karl Pearson, op het Rothamsted Experimental Station van de Universiteit van Cambridge met Ronald Fisher, en als hoofd van de statistiek aan de Universiteit van Cambridge, waar hij in 1953 de eerste directeur van het Statistisch Laboratorium werd. In 1931 werd hij verkozen tot de Royal Society of Edinburgh. Hij was vanaf 1937 redacteur van het tijdschrift Biometrika. In 1950 werd hij verkozen tot Fellow of the American Statistical Association. 
Wishart verdronk op 57-jarige leeftijd bij het zwemmen in zee bij Acapulco (Mexico), waar hij de Food and Agriculture Organization vertegenwoordigde tijdens een project om een onderzoekscentrum op te zetten.